# هيرنان مونيوث
هيرنان مونيوث (بالإسبانية: Hernán Muñoz)‏ (9 أغسطس 1988 في تشيلي - ) هو لاعب كرة قدم تشيلي في مركز حراسة المرمى.

## وصلات خارجية
- هيرنان مونيوث على موقع قاعدة بيانات كرة القدم.إي يو (الإنجليزية)
- هيرنان مونيوث على موقع Soccerway.com (الإنجليزية)
- هيرنان مونيوث على موقع عالم كرة القدم.نت (الإنجليزية)